# Станция-Укурей
Станция-Укурей — село в Чернышевском районе Забайкальского края России. Входит в состав сельского поселения Укурейское.

## География
Расположено к юго-востоку от села Укурей, на противоположной (южной ) стороне от железной дороги, на правом берегу реки Куэнга, в 23 км к югу от районного центра — посёлка городского типа Чернышевск.

## Население
| 2021 |
| ---- |
| 2    |

## История
Решение образовать новый населённый пункт путём выделения из юго-восточной части села Укурей было принято Законом Забайкальского края от 25 декабря 2013 года. На федеральном уровне соответствующее наименование было присвоено Распоряжением Правительства Российской Федерации от 1 марта 2016 года N 350-р.